# Telecampione
Telecampione è una rete televisiva italiana privata nazionale, incentrata su televendite, gestita dalla società lombarda Publirose S.p.A, compagnia facente capo a Sergio Fresia.

## Storia
L'emittente viene fondata nel 1982 a Campione d'Italia, exclave italiana del Canton Ticino, e nasce mediante fusione di alcune emittenti locali.
Nel 1992 interviene nella gestione il Gruppo Profit di Raimondo Lagostena Bassi, che due anni dopo ottiene il controllo totale. La copertura viene incrementata fino a raggiungere tutto il centro-nord Italia grazie all'acquisizione delle frequenze della ex Pan TV e viene ampliato il palinsesto grazie alla trasmissione di film, telefilm e documentari.
Dalla seconda metà degli anni novanta, la programmazione diviene prevalentemente basata su televendite e cartomanzia. 

### La collaborazione con TelePadania
La storia di quest'ultima ha inizio nel 1997, in piena fase secessionista leghista, con la costituzione di un'associazione denominata Etere Padano, il cui fine era costruire una nuova televisione indipendente. Quest'associazione, composta da diversi esponenti della Lega Nord e presieduta da Marco Formentini, era alla ricerca di un'emittente tv da comprare e su cui trasmettere i propri programmi. Nel 1998 Raimondo Lagostena Bassi, proprietario di TLC Telecampione, contattò il gruppo Etere Padano e propose loro un accordo volto a diffondere i loro contenuti. In breve tempo l'accordo divenne operativo. Lagostena decise dunque di mandare in onda due ore di programmi in prima serata col marchio TelePadania.
Il 12 ottobre 1998, alle otto di sera, apparve per la prima volta sui teleschermi il simbolo di TelePadania. Una delle trasmissioni più importanti di TelePadania è Miss Padania, ma nel palinsesto troviamo anche altre trasmissioni: Tg Nord, Il federalismo, Tg politica, La settimana politica, Roma-Titanic, Cinemania, Blocco padano e Terra promessa.
Nei primi anni la rete trattò con inviati in Bosnia e Kosovo le guerre nell’ex Jugoslavia (con un sostegno evidente ai serbi di Slobodan Milošević, in linea con le posizioni del capo del partito Umberto Bossi).
Nel corso degli anni il partito ridusse le spese e gli investimenti per l'emittente facendola concentrare sulla copertura degli eventi leghisti.
La collaborazione con Telecampione cessa nel momento in cui la programmazione di TelePadania passa sulle frequenze del network 7 Gold, dove resta fino a quando, il 30 giugno 2014, TelePadania viene definitivamente chiusa.

#### Direttori
- 12 ottobre 1998 - 2010: Max Parisi
- 2010 - 30 giugno 2014: Aurora Lussana

### Il connubio con Orler TV
Dal 1º ottobre 2015, Telecampione inizia a ritrasmettere 24 ore su 24 Orler Channel, canale di televendite di proprietà di Ostitel, presente in alcuni mux locali alla posizione 168. Il connubio tra Telecampione e Orler TV si concretizza il 1º dicembre 2015, con l'identificativo Telecampione. Contemporaneamente, sulla vecchia posizione di Orler Channel parte Arte Moda, nuovo canale di televendite sempre di proprietà di Ostitel.
La programmazione di Orler TV è incentrata sulle televendite autoprodotte, in cui i televenditori presentano le opere disponibili nella galleria d'arte dei fratelli Orler, che ha sede a Marcon ed è stata fondata nel 1958. 
Il 1º febbraio 2016, Telecampione riapre nei mux locali sotto la gestione di Gold TV, però trasmette ancora Orler TV; Telecampione nel mux TIMB 2 viene sostituito da ORLER TV, che si sposta dalla posizione 75 alla posizione 144.
Dal 1º marzo 2016 la versione di Telecampione presente nei mux locali ha ripreso a trasmettere una programmazione autonoma, in alcune regioni in simulcast con Odeon TV.

### Gestione Publirose S.p.A.
Dal 1º dicembre 2016 la società GM Comunicazione S.r.l./Gold TV S.r.l. cede la gestione del canale alla lombarda Publirose S.p.A, società guidata da Sergio Fresia già editore di altre reti televisive e specializzata in televendite su concessionarie d'auto in Lombardia e Piemonte. La compagnia cambia lo storico logo del canale in TLC 75 Telecampione, e l'emittente mantiene l'LCN 75 del telecomando e la distribuzione interregionale tramite mux locali già attiva. Il gruppo Publirose comprende anche le emittenti SVI 82 (ex TRS Rete 82, LCN 82, copertura interregionale), Motori TV, L'Auto del Giorno, Canale 93 TRS Auto (ex TRS-Evergreen), TRS 2, TRS 3 TV, Italia 8 Prestige, CANALE 96 Lombardia.
Dal 29 gennaio 2019 l'emittente cambia nuovamente logo di rete, che ora è una semplice scritta bianca "Telecampione" su sfondo blu, ma la programmazione resta invariata.
Dal 1º aprile 2019 il canale ha iniziato ad ospitare la programmazione di Svizzera Italiana precedentemente in onda sul canale 82. A fine marzo 2021 in Lombardia è migrata nel Mux Studio 1, sempre sulla LCN 75 ma in modalità H.264.
L'emittente è visibile anche via satellite in modalità free to air e sul canale 867 della piattaforma satellitare a pagamento Sky Italia.

Nel corso del mese di luglio 2022, lascia i mux locali nelle regioni in cui è visibile e pertanto rimane visibile solo sul web, attraverso il sito del suo editore, Publirose. 
L'8 agosto 2022 il canale torna in onda sul digitale terrestre, non più come canale locale ma come canale nazionale, visibile attraverso il mux Cairo Due sulla LCN 138.

### Banda e frequenze
Il 7 agosto 2012, a seguito della richiesta di rottamazione volontaria delle frequenze locali per liberare la banda 790-862 MHz, il Ministero dello sviluppo economico comunica l'accettazione di tutte le domande presentate dall'emittente Telecampione e dalle emittenti collegate al gruppo Profit, pertanto l'emittente cessa di essere operatore di rete, restituendo la frequenza UHF 62 in Piemonte, Lombardia, Veneto e Friuli Venezia Giulia e la frequenza UHF 66 nel Lazio; riconducibili allo stesso gruppo editoriale di TLC sono, inoltre, le restituzioni delle frequenza UHF 63 in Lombardia e UHF 67 nel Lazio.
Contestualmente viene ceduta ad altro gruppo anche le rete della Liguria, non rottamabile in quanto non rientrante nel Decreto ministeriale 23 gennaio 2012 (UHF 53, venduta al gruppo Sesta Rete) e vengono vendute dal gruppo Profit anche le emittenti Canale 10 Toscana al gruppo Gold TV (UHF 43) e Telegenova (UHF 29); restano ancora nella disponibilità del gruppo la rete toscana di TLC (UHF 29), quella della Provincia di Viterbo (UHF 43), la rete viterbese di Telereporter Roma (UHF 27) e la rete sarda di Nova Tv (UHF 40). Telecampione ha avuto accordi commerciali con Nitegate (SCT) per la pubblicizzazione dei suoi servizi televisivi e per l'affitto di banda.